# John FitzGibbon, 1:e earl av Clare

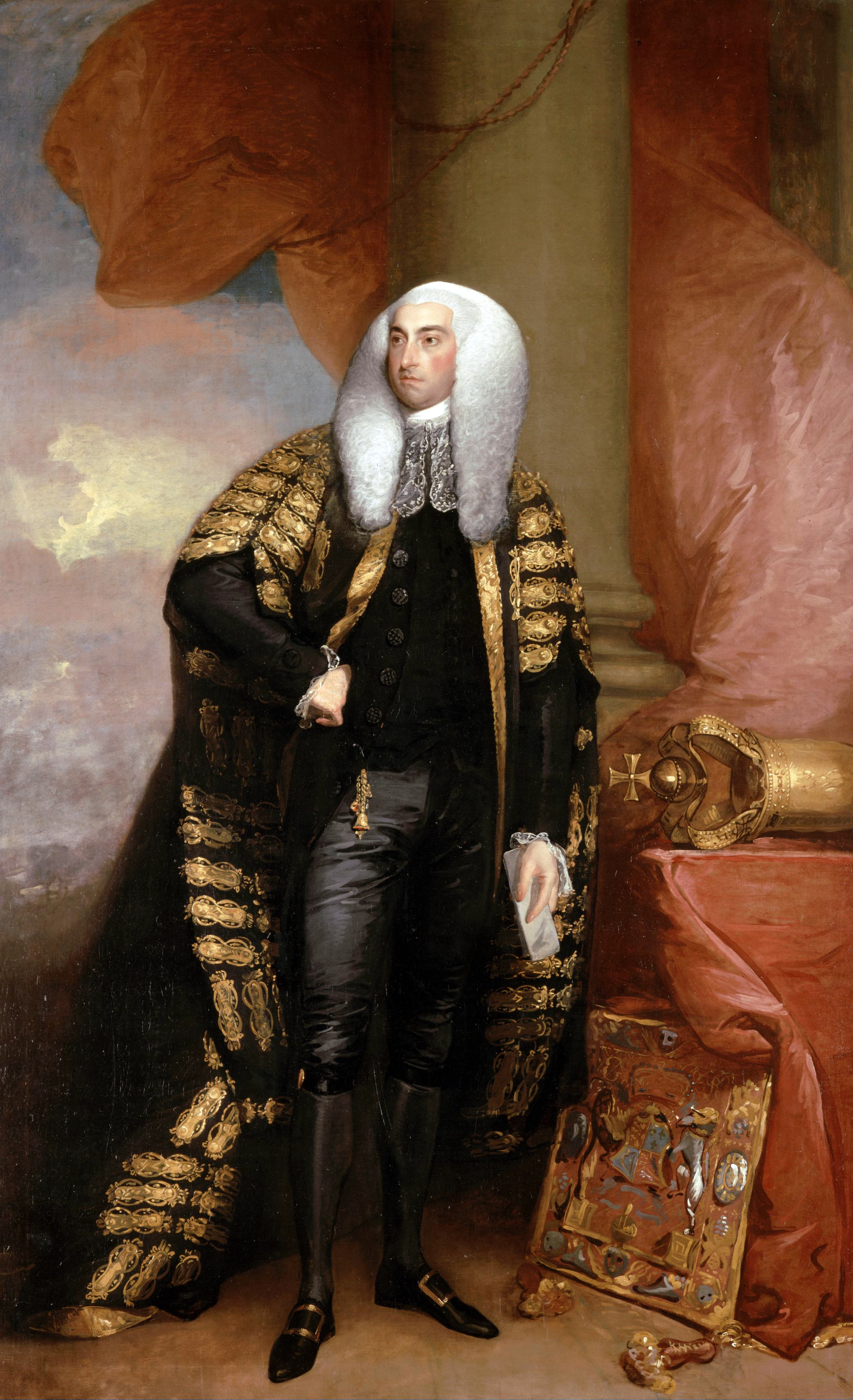
John FitzGibbon, 1:e earl av Clare.

John FitzGibbon, 1:e earl av Clare, född omkring 1749, död den 28 januari 1802, var en irländsk statsman.
FitzGibbon blev 1778 medlem av underhuset för Dublins universitet och 1783 generaladvokat (attorney general) samt var sedan till avslutandet av 1800 års union den främste verkställaren av Storbritanniens irländska politik. År 1789 blev han lordkansler för Irland och samtidigt irländsk peer (lord FitzGibbon), 1793 viscount FitzGibbon och 1795 earl av Clare. FitzGibbons namn är nära förknippat med den engelska tvångspolitiken på Irland under 1790-talet, och unionsaktens antagande tillskrivs främst hans verksamhet. Verner Söderberg skriver i Nordisk Familjebok: "Af sina motståndare gjorde han sig ursinnigt hatad, och unionisterna vora lika öfverdrifna i loford öfver den smidige mannens statsmannaegenskaper."